# Duncan II de Escocia
Duncan II de Escocia (gaélico escocés Donnchad mac Maíl Coluim, 1060-12 de noviembre de 1094) fue rey de Escocia, hijo de Malcolm III y de su primera esposa Ingibiorg Finnsdóttir, viuda de Thorfinn Sigurdsson. No aceptó el ascenso a la corona de su tío Donald III y le combatió con el apoyo del rey Magnus III de Noruega. Ocupó el trono unos meses en 1094.